# Средства массовой информации Кабо-Верде
Эта статья посвящена средствам массовой информации в Кабо-Верде, включая телекоммуникации, телевидение и радио.

## Телекоммуникации
В 2011 году в Кабо-Верде насчитывалось около 73 000 магистральных телефонов и 500 000 мобильных и сотовых телефонов, при этом сотовые телефоны приходилось почти по одному на человека.

## Телевидение и радио
На Кабо-Верде есть три телевизионные станции, одна государственная (RTC — TCV) и три иностранные, RTI Cabo Verde запущена португальской RTI в 2005 году, 31 марта 2007 года Record Cabo Verde, её собственная версия была запущена бразильской Rede Record. и ТИВЕР. В настоящее время Кабо-Верде получило телевидение содружества португалоязычных стран, и некоторые из его программ транслируются, сеть впервые вышла в эфир в 2016 году. Премиум-каналы включают в себя кабо-вердианские версии Boom TV и Zap Cabo Verde, двух каналов, принадлежащих бразильской компании Record. Другие премиум-каналы транслируются в Кабо-Верде, особенно через спутниковые сети, они распространены в отелях и виллах, но доступность преимущественно ограничена одним из них — RDP África, африканская версия португальской радиостанции RDP.
СМИ управляются кабо-вердианским информационным агентством (второе название Inforpress).
Общенациональные радиостанции включают RCV, RCV+, Radio Kriola, религиозную станцию Radio Nova. Местные радиостанции включают Rádio Praia, первую радиостанцию в Кабо-Верде, Praia FM, первую FM-станцию в стране, Rádio Voz de Ponta d’Agua из Северной Прайи и Radio Morabeza в Минделу.
Ранее существовавшие радиостанции включали и Rádio Clube do Mindelo, который позже стал Rádio Barlavento, который существовал до 1975 года, позже он был заменен на Rádio Voz de São Vicente и стал частью RCV.

## Интернет
Интернет-провайдеры и поисковые провайдеры в Кабо-Верде включают в себя SAPO CV и Google.

## Печатные издания

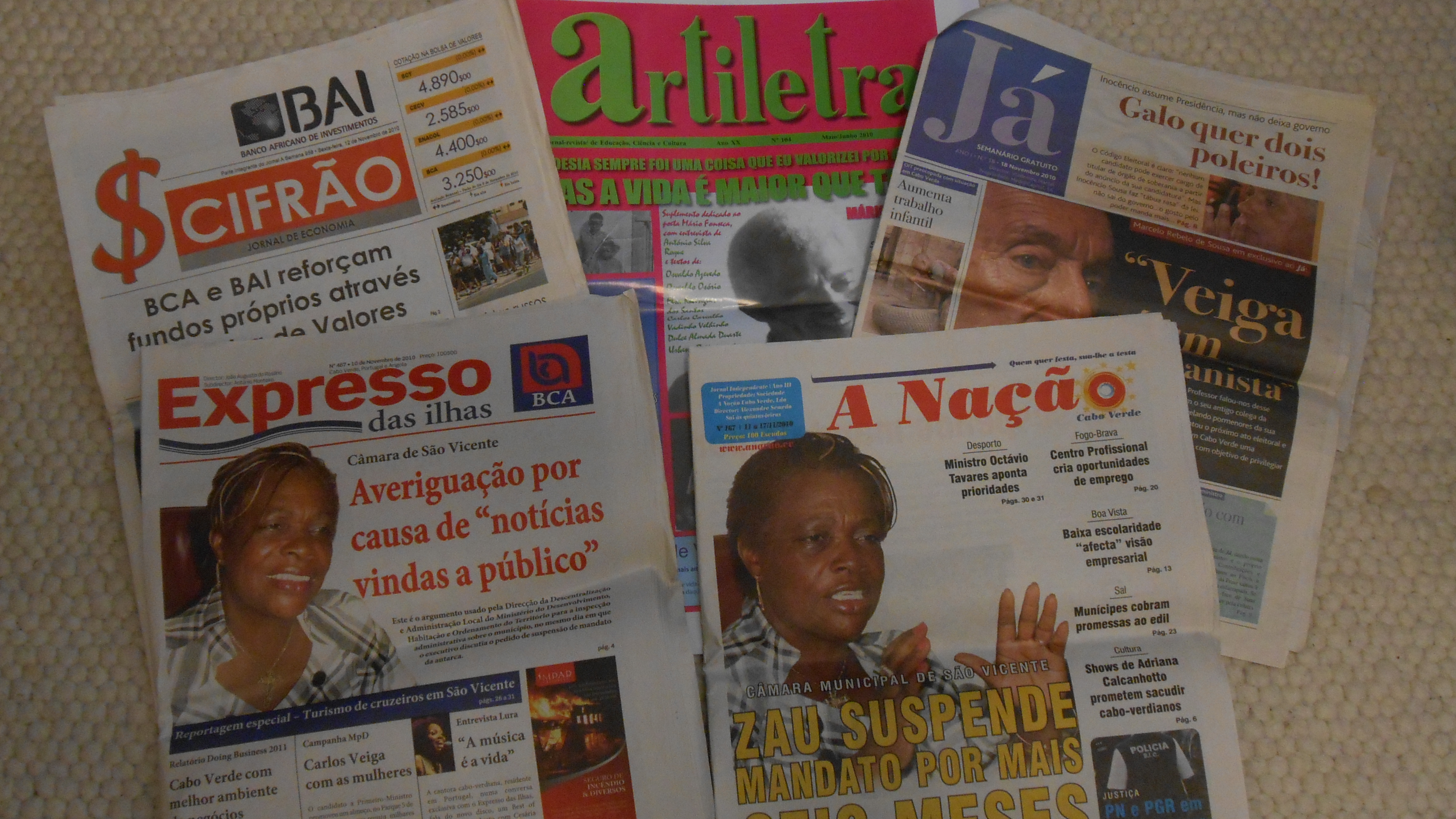
Газеты Кабо-Верде: Expresso das Ilhas, A Nação и Já

Horizonte — ежедневная газета. Правительственный журнал «Ново Джорнал-Кабо-Верде« выходит два раза в неделю. Еженедельные периодические издания включают Semana, Expresso das Ilhas, Jornal Horizonte, Terra Nova, Boletim Informativo, Nação, основанный в 2007 году, и Voz, основанный в 2013 году. Сегодня многие из этих газетных сайтов национального уровня также доступны онлайн (некоторые по подписке). Региональные газеты включают Jornal O Cidadão (Сент-Висент), Artiletra (Сент-Висент), выходящую раз в два месяца газету/периодическое издание, Jornal de São Nicolau и Oceanpress (Sal). Газеты издаются на официальном языке - португальском. В некоторых, таких как A Semana и Jornal Horizonte, есть несколько статей, написанных на креольском языке Кабо-Верде. Газеты, особенно онлайн, также пишутся на английском языке, в некоторых газетных киосках предлагаются газеты на английском языке и редко на французском, особенно в туристических районах островов Сал и Боа-Виста. Первые статьи на английском языке были впервые написаны в конце 19 века, но редко встречались, большинство из них были доступны в Минделу, Сан-Висенте, которые были одной из самых популярных остановок для заправки угля в Западной Африке. В Интернете в последнее время некоторые статьи Semana также доступны на английском языке.
Существуют также онлайн-газеты и источники новостей национального уровня, доступные источники новостей, ориентированных на спорт, включают Criolosport и недавно Sports Mídia.

### История
В колониальной зоне существовал журнал, похожий на газету, первым был Boletim Oficial de Cabo Verde (Официальный бюллетень Кабо-Верде), который впервые был опубликован 24 августа 1842 года на острове Боа-Вишта. Вторым вышел Independente 1 октября 1877 года в Прайе, Сантьяго, третьим » O Correio de Cabo Verde (Почта Кабо-Верде) 19 апреля 1879 года, а четвертым — Echo de Cabo Verde, впервые опубликованный в апреле 1880 года. Среди журналов, издаваемых Миндело, были «Ревиста де Кабо-Верде» и «Либердаде», оба были основаны в 1889 году.
В Прайе были журналы, в том числе O Povo Praiense, впервые выпущенный 13 июля 1886 года, O Praiense, выпущенный в 1889 году, а затем Praia, выпущенный в том же году.
Один из последних был назван Notícias de Cabo Verde (Новости Кабо-Верде) и Jornal de Cabo Verde (Журнал Кабо-Верде) в середине 20-го века, начал публиковаться в 1931 году, а более новый O Eco de Cabo Verde (Эхо Кабо-Верде).

## Свобода слова
Конституция Кабо-Верде предусматривает свободу выражения мнений, и правительство, как говорят, в целом поддерживает это право. Разрешение правительства не требуется для создания газет, других печатных изданий или электронных средств массовой информации.

## Интернет-газеты за рубежом
Одним из средств массовой информации, базирующихся за рубежом, является интернет-газета «VozDiPovo-Online», основанная в 2004 году и базирующаяся в Авейру, Португалия, и обслуживающая местную общину кабовердцев.